# Lisa Backwell
Lisa Backwell (Bristol, 28 oktober 1990) is een Brits actrice. Ze is vooral bekend in de rol van Pandora Moon in het Britse tienerdrama Skins.